# Mangaia
Mangaia ou A'ua'u Enua é uma ilha das Ilhas Cook, com 51,8 km2 de área. Tinha 744 habitantes em 2001. é a mais meridional das ilhas Cook e a segunda maior, após Rarotonga.
É considerada a ilha vulcânica mais antiga do oceano Pacífico, com rochas de 19 milhões de anos. Está rodeada por um anel de recifes de coral fossilizados, que chega a 60 metros de altura, separando o interior da costa. A altitude máxima da ilha é o monte Rangimotia com 169 metros.  No sul fica o lago Tiriara, de água doce.
A localidade principal é Oneroa. A atividade económica mais importante é a produção de baunilha e papaia.
O antigo nome de Mangaia era Au'au, o que mostra a grande quantidade de plantas da espécie Hibiscus tiliaceus que havia na ilha. O nome antigo foi recuperado para designar o aeroporto Mangaia-Auau. O primeiro europeu a chegar a Mangaia foi James Cook, em 1777.